# Gibbeton
Gibbeton (hebr.: גיבתון) – moszaw położony w samorządzie regionu Brenner, w Dystrykcie Centralnym, w Izraelu.

## Historia
Moszaw został założony w 1933.

## Gospodarka
Gospodarka moszawu opiera się na intensywnym rolnictwie.